# Westerway
Westerway är en ort i Australien. Den ligger i regionen Derwent Valley och delstaten Tasmanien, i den sydöstra delen av landet, omkring 49 kilometer nordväst om delstatshuvudstaden Hobart. Antalet invånare är 156.
Trakten runt Westerway är nära nog obefolkad, med mindre än två invånare per kvadratkilometer.. Närmaste större samhälle är Ellendale, nära Westerway. 
I omgivningarna runt Westerway växer i huvudsak städsegrön lövskog. Genomsnittlig årsnederbörd är 1 164 millimeter. Den regnigaste månaden är september, med i genomsnitt 142 mm nederbörd, och den torraste är februari, med 49 mm nederbörd.